# セルネー
セルネー （フランス語: Cernay、ドイツ語: Sennheim、アルザス語: Sanna）は、フランス、グラン・テスト地域圏、オー＝ラン県のコミューン。

## 地理
テュール川が流れ、西側をヴォージュ山脈と接している。セルネーは昔から交通の要所であり、現在は国道66号線と国道83号線が交差する。タンから6km、ゲブヴィレールから12km、ミュルーズから18km、コルマールから36km離れている。

## 由来

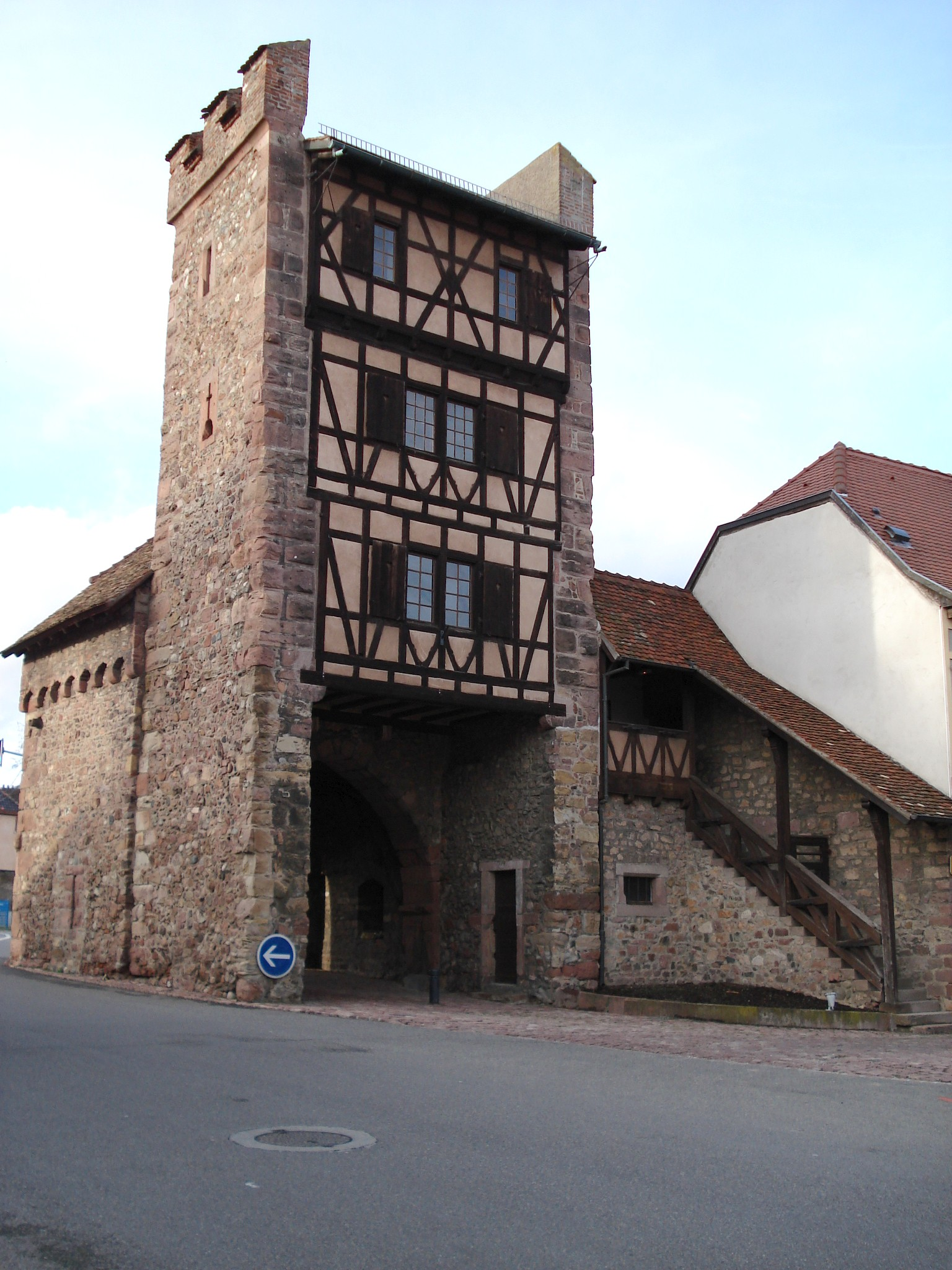
タン門

セルネーは1144年にドイツ語でSennenheimとして記された。1184年にはアルザス語のSenneneと記された。1327年にはフランス語でSeyrenayと記され、現在のつづりとなったのは19世紀からである。
セルネーという名称はドイツ語の名称がフランス語化したものであり、ケルト語源で同じつづりのセルネーとは異なる。ゲルマン化された地域では、接尾辞の-acumは-ichか-achに変わっていただろう。
ドイツ語名のSennheimのSennは、ゲルマンの個人名である。

## 歴史
1268年にまちは早くも防衛を強化した。フェルレット伯爵領の一部となり、1324年に伯爵領はハプスブルク家のものとなった。1648年にヴェストファーレン条約によってセルネーはフランス領となった。
1914年のミュルーズの戦いでまちは広範囲にわたって破壊され、1945年初頭のコルマールの戦いで再び甚大な被害を受けた。第二次世界大戦中のセルネーは第三帝国に併合され、かつての精神病院は武装SS士官、特にフランス語圏出身者が多かった第33SS武装擲弾兵師団のための研修施設となっていた。

## 人口統計
| 1962年 | 1968年 | 1975年 | 1982年 | 1990年 | 1999年 | 2006年 | 2009年 |
| ------ | ------ | ------ | ------ | ------ | ------ | ------ | ------ |
| 8372   | 8563   | 9342   | 10208  | 10313  | 10446  | 10752  | 11288  |

参照元:EhessとInsee · 

## 史跡
- サンテティエンヌ教会 - 第一次世界大戦によって被害を受けた旧教会に替わって1925年に建てられたネオ・ゴシック様式。古典的なラテン十字型。
- タン門 - 13世紀以来まちの防壁の一部である門
- 中世の城壁の南東塔
- マレシャル・ド・ションベック邸 - 1643年、ルイ13世はヴァイマル公配下のスウェーデン連隊大佐ションベックにセルネーの支配権を与えた。1647年にションベックがこの建物を購入。フランス革命後に売却され、1870年の普仏戦争まで公証人が所有者だった。